# Eucera hamata
Eucera hamata är en biart som först beskrevs av Bradley 1942. Den ingår i släktet långhornsbin och familjen långtungebin. Inga underarter finns listade i Catalogue of Life.

## Beskrivning
Eucera hamata har svart grundfärg; antennerna är mörkbruna, hos honan med rent svart ovansida, medan hanen har munskölden (labrum), clypeus och käkarnas spetsar gula. Munskölden är dessutom konvext framskjutande hos båda könen. Vingarna är halvgenomskinliga med rökfärgade spetsar och ribbor vars färg kan variera från tegelfärgad till svartbrun. På huvud, mellankropp och den första tergiten är pälsen lång, tät och ljust brungul (hos honan kan tergit 1 dock ha rent vit päls). Bakkroppens färgmönster skiljer sig åt mellan hona och hane: Hos honan har tergit 2 och 3 en remsa av gråbrun päls (påtagligt smal på tergit 2) följd av tät, vit päls, tergit 4 är övervägande gråbrun med en smal remsa av vit päls i bakkanten, medan tergit 5 är även den övervägande gråbrun med en smal remsa av vit päls i bakkanten, men den vita remsan är begränsad åt sidorna medan mitten är brunaktig. Tergit 6 har ett liknande utseende, men det vita är nästan helt ersatt av brunaktig päls. Hos hanen har tergit 2 tämligen gles, tunn, ljus behåring över större delen med ett gråbrunt hårband i bakkanten, tergit 3 och 4 har ett liknande utseende som tergit 2, dock med inblandade svarta hår i det gråbruna fältet, tergit 6 och 7 är övervägande svart med vita sidor på tergit 6, gula på tergit 7. Arten är ett förhållandevis stort bi med en kroppslängd på 16 till 17 mm för honan, 13,5 till 14,5 mm för hanen. Största bredd (över bakkroppen) är 5,5 till 6,5 mm för honan, 5 till 5,5 mm för hanen.

## Utbredning
Utbredningsområdet omfattar östra och mellersta USA från New England till Florida, västerut till Wyoming, samt södra Kanada (södra Saskatchewan).

## Ekologi
Arten är polylektisk, den flyger till blommande växter från många olika familjer, som strävbladiga växter (stenfrön); ärtväxter (vedelsläktet, lusernsläktet och färgväpplingssläktet), fackelblomsväxter (fackelblomstersläktet), grobladsväxter (penstemoner), ljungväxter (odonsläktet, då främst amerikanskt blåbär med flera liknande arter) samt gurkväxter (pumpasläktet). Flygtiden varar från april till augusti.

### Fortplantning
Arten är solitär, det vill säga icke samhällsbyggande. Honorna kan emellertid bygga bon i anslutning till andra honor, dock mycket glest; avståndet till andra bon är minst 15 m. Larvbona grävs ut i beväxt mark, och utgörs initialt av en kort, horisontal till svagt sluttande gång som snart går vertikalt till ett djup av ungefär 20 cm, där den åter igen blir svagt sluttande. Larven övervintrar i det sista larvstadiet. Arten är värdart för de kleptoparasitiska Triepeolus-bina, vars larver lever av den insamlade pollenfödan efter det ägget eller värdlarven dödats. Boet kan även parasiteras av larverna av majbaggen Meloe americanus som också de lever av den insamlade näringen, eventuellt efter att de först dödat och ätit upp värdlarven.